# Siluro Mark 27
Il siluro "Mark 27" (Mark 27 Torpedo in inglese) fu il primo dei siluri per lancio sottomarino da 48 cm (19 pollici) della Marina Statunitense.
Questo siluro a propulsione elettrica era lungo 3,175 m (125 pollici) e pesava 534 kg (1174 libbre). Utilizzava un sistema di guida acustico di tipo passivo ed era adatto sia per obiettivi sottomarini che di superficie. Entrato in servizio nel 1944, fu classificato come obsoleto negli anni sessanta.